# Ламажавын Ванган
Ванган Ламажавын (монг. Ламжавын Ванган; 1 сентября 1920, сомон Тудэвтэй, аймака Завхан — 23 июля 1968) — монгольский прозаик, драматург, режиссёр, сценарист, литературный критик, переводчик. Государственный и общественный деятель. Заслуженный деятель искусств Монгольской Народной Республики (1959). Лауреат Государственной премии МНР (1961). Член Союза писателей Монголии.

## Биография
Родился в семье ответственного работника министерства юстиции, репрессированного в 1937 году. После его смерти мать Вангана провела 10 лет в тюрьме. Был исключен из школы своим младшим братом Ламжавын Нацагом, скитался бездомным более года.
Позже учился в Улан-Удэ в рабфаке, с 1941 года — в цирковой студии.
Член Монгольской народно-революционной партии с 1943 года. С 1941 по 1946 год работал актёром, режиссёром и художественным руководителем Государственного цирка Монголии. С 1951 года до смерти был директором, художественным руководителем Государственного цирка МНР, заместителем министра культуры МНР, руководил монгольским кинематографом, художественным руководителем Государственного драматического театра.
В 1946—1951 годах учился в Институте театрального искусства им. Луначарского в Москве, где получил диплом режиссёра.
Избирался членом Великого народного хурала, членом и секретарём ЦК Монгольских профсоюзов.

## Творчество
Дебютировал в 1950-х годах. Известен пьесами о современной жизни интеллигенции и рабочего класса Монголии. Кроме того, автор произведений для детей. Автор киноповестей, сатирической прозы, статей по литературе и драматургии.
Занимался переводами.

## Пьесы
- 1953 «Эмч нар»
- 1954 «Цагаан хүзүүт майга бор»
- 1954 «Тожоо жолооч»
- 1955 «Худалдагчийн зүүд»
- 1959 «Хувиа бодогчид»
- 1961 «Арвай хээрийн талд»
- 1961 «Хөхөө намжил»
- 1963 «Тамирын бэр»
- 1965 «Жирийн хүмүүс»
- 1966 «Эзэд»
- 1969 «Зам нийлэх үү»
- 1972 «Ач хүүгийн зүүд»
- 1979 «Хөхөө Намжил»

## Киносценарии
- 1957 Пробуждение
- 1960 Вкус ветра
- 1962 Один из людей
- 1965 Человеческий след
- 1968 Утро
- 1970 Эхо степи
- 1971 Бой

## Награды
- Государственная премия Монгольской Народной Республики (1961) (за пьесу «Врачи»)
- Заслуженный деятель искусств Монгольской Народной Республики (1959)
- Орден Полярной звезды (Монголия)
- Премия Союза писателей Монголии (1968).